# Movimento Nazionale per la Stabilità e il Progresso
Il Movimento Nazionale per la Stabilità e il Progresso (in bulgaro Национално Движение за Стабилност и Възход?, Nacionalno Dviženie za Stabilnost i Vǎzhod - NDSV) è un partito politico bulgaro di orientamento liberale, populista e centrista fondato nel 2001; inizialmente designato come Movimento Nazionale Simeone Secondo (in bulgaro Национално Движение Симеон Втори?, Nacionalno Dviženie Simeon Vtori - NDSV), ha assunto l'attuale denominazione nel 2007.
Aderisce all'Internazionale Liberale e, all'interno del Parlamento europeo, al Gruppo dell'Alleanza dei Democratici e dei Liberali per l'Europa; è guidato da Hristina Hristova.

## Storia

### Le origini
Il partito fu fondato da Simeone di Sassonia-Coburgo-Gotha (in bulgaro Simeon Borisov Sakskoburggotski), già re di Bulgaria come Simeone II dal 1943 al 1946. Nel 1944, a seguito di un colpo di Stato sostenuto dall'URSS, i tre reggenti che affiancavano Simeone, salito al trono a soli sei anni, furono sostituiti con esponenti vicini al Partito Comunista Bulgaro; due anni dopo un referendum sancì, con il 95% dei voti favorevoli, l'abolizione della monarchia, esautorando Simeone e costringendolo all'esilio. I comunisti presero così il definitivo controllo del Paese, mentre Simeone tornò in patria solo nel 1996, sette anni dopo la fine del regime comunista.

### Dalla fondazione al governo
Nel 2001, Simeone annunciò la nascita di NDSV con lo scopo di avviare una politica di riforme economiche e sociali, oltre che promettendo una maggiore integrità nella gestione della cosa pubblica. Gli scandali finanziari e le difficoltà incontrate dal governo moderato, formato dall'Unione delle Forze Democratiche e l'Unione Nazionale Agraria Bulgara, per rientrare nei parametri per l'ingresso nell'Unione europea, favorirono NDSV. Alle elezioni politiche, infatti, il partito ottenne il 42,75 dei consensi e la metà dei seggi, 120 su 240. A Simeone fu sufficiente, pertanto, per diventare primo ministro, allearsi con il Movimento per i Diritti e le Libertà (MDL), centristi turcofoni. Non mancarono le difficoltà, dovute, soprattutto, alla volontà di Simeone di mantenere gli impegni assunti con la UE. Nel 2005, infatti, a pochi mesi dalle elezioni il NDSV dovette subire la scissione del movimento Tempi Nuovi (Novoto Vreme, NV), i cui undici deputati continuarono a sostenere il governo anche se si distinsero giungendo a chiedere le dimissioni di alcuni ministri a pochi mesi dalle elezioni.
La crisi di governo a pochi mesi dal voto politico, raffreddò il consenso popolare verso NDSV. Alle elezioni del 2005, infatti, il NDSV ha più che dimezzato consensi e seggi, calando al 19,9% dei voti e a 53 deputati. Ciò nonostante, siccome nessun partito e nessuna coalizione aveva raccolto la metà dei seggi, il NDSV è stato coinvolto, insieme al MDL, nel sostegno al nuovo governo, guidato da Sergej Stanišev del Partito Socialista Bulgaro.

### Il declino elettorale
Alle elezioni europee del 2007, NDSV raccolse solo il 6,27% dei consensi, con un crollo del 15% rispetto alle precedenti politiche. Alle successive politiche del 2009 il partito calò ulteriormente al 3% e non ottenne seggi. Simeon Borisov Sakskoburggotski, dopo l'insuccesso elettorale, si dimise da leader del partito. Alle europee dello stesso anno, però il Movimento raccolse il 7,2% dei voti ed elesse due euro-deputati. Alle elezioni presidenziali del 2011 la candidata del Movimento, Meglena Kuneva, già Commissaria Europa, si posizionò terza con il 14% dei consensi. La Kuneva, nel giugno del 2012, abbandonò NDSV e diede vita al movimento Bulgaria per i Cittadini (BG).
Alle elezioni parlamentari del 2013 NDSV raccolse appena l'1,63% dei consensi, senza eleggere deputati. Il BG della Kuneva si fermò al 3,3% a pochi decimi percentuali dallo sbarramento del 4%.
Alle elezioni parlamentari del 2014 NDSV ottenne solo lo 0,24% dei voti.

## Risultati elettorali
| Elezione          | Voti             | %                | Seggi            |                   |
| ----------------- | ---------------- | ---------------- | ---------------- | ----------------- |
| Parlamentari 2001 | 1.952.513        | 42,74            | 120 / 240        | Maggioranza       |
| Parlamentari 2005 | 725.314          | 19,95            | 53 / 240         | Maggioranza       |
| Parlamentari 2009 | 127.470          | 3,02             | 0 / 240          | Extraparlamentare |
| Parlamentari 2013 | 57.611           | 1,63             | 0 / 240          | Extraparlamentare |
| Parlamentari 2014 | 7.917            | 0,24             | 0 / 240          | Extraparlamentare |
| Parlamentari 2017 | Non partecipante | Non partecipante | Non partecipante | Non partecipante  |
| Apr. 2021         | Non partecipante | Non partecipante | Non partecipante | Non partecipante  |
| Lug. 2021         | Non partecipante | Non partecipante | Non partecipante | Non partecipante  |
| Nov. 2021         | Non partecipante | Non partecipante | Non partecipante | Non partecipante  |
| 2022              | Non partecipante | Non partecipante | Non partecipante | Non partecipante  |
| 2023              | Non partecipante | Non partecipante | Non partecipante | Non partecipante  |
| 1.                |                  |                  |                  |                   |

| Elezione           | Elezione | Candidato        | Voti    | %     | Esito                |
| ------------------ | -------- | ---------------- | ------- | ----- | -------------------- |
| Presidenziali 2011 | I turno  | Meglena Kuneva   | 470.808 | 14,00 | ❌ Non eletta/o (3º) |
| Presidenziali 2016 | I turno  | Tatyana Doncheva | 69.372  | 1,81  | ❌ Non eletta/o (8º) |

| Elezione     | Voti    | %    | Seggi  |
| ------------ | ------- | ---- | ------ |
| Europee 2007 | 121.398 | 6,27 | 1 / 18 |
| Europee 2009 | 205.146 | 7,96 | 2 / 17 |
| Europee 2014 | 20.487  | 0,91 | 0 / 17 |
| Europee 2019 | 21.315  | 1,06 | 0 / 17 |

### Annotazioni
1. ↑  Nella Coalizione dei Democratici Uniti
2. ↑  Con Tempi Nuovi

### Fonti
1. ↑   Elisabeth Bakke, Central and East European party systems since 1989, in Sabrina P. Ramet (a cura di), Central and Southeast European Politics since 1989, Cambridge University Press, 2010,  pp. 78-79, ISBN 978-1-139-48750-4.
2. ↑   Alfio Cerami, Social Policy in Central and Eastern Europe: The Emergence of a New European Welfare Regime, LIT Verlag Münster, 2006,  p. 26, ISBN 978-3-8258-9699-7.
3. ↑  Smilov, Daniel (2013). Bulgaria: Perception and Reality. Dangerous Liaisons. The Brookings Institution. p. 186.
4. ↑  Smilov, Daniel; Jileva, Elena (2009). The politics of Bulgarian citizenship: National identity, democracy and other uses. Citizenship Policies in the New Europe (2nd ed.). Amsterdam University Press. p. 226.
5. ↑  Crampton, R.J. (2007). Bulgaria. The Oxford History of Modern Europe. Oxford University Press. p. 414.
6. ↑   Frederick B. Chary, The History of Bulgaria, Greenwood, 2011,  p. 173.
7. ↑  La Bulgaria porta in trionfo Simeone II.
8. ↑  National Assembly of the Republic of Bulgaria - Parliamentary groups Archiviato il 4 marzo 2016 in Internet Archive..
9. ↑  La Bulgaria boccia il re premier Simeone.
10. ↑  Il nuovo governo ha continuato le politiche liberiste e filo occidentali del governo precedente.
11. ↑  Bulgaria: parlamento approva nuovo governo social-liberale.
12. ↑  Former Bulgarian Commissioner to form own political party — EUbusiness.
13. ↑  Bulgaria 2013 | World Elections.
14. ↑   Copia archiviata, su todayszaman.com. URL consultato il 7 agosto 2013 (archiviato dall'url originale il 7 agosto 2013)..